# James Langley Dalton
James Langley Dalton (Londra, 1832 circa – Port Elizabeth, 7 gennaio 1887) è stato un militare britannico.
Veterano dell'esercito inglese, fu uno degli undici uomini che per le sue azioni alla battaglia di Rorke's Drift ricevette la Victoria Cross.

## Biografia
Nacque a Londra attorno al 1832 in una famiglia cattolica. Si arruolò nel 1849 nell'esercito inglese, e nel corso degli anni cominciò a scalare i ranghi, divenendo prima caporale e poi sergente. Venne poi inviato del Dominion del Canada e venne assegnato dal generale Garnet Wolseley al mantenimento dell'ordine pubblico e alla repressione dei moti dei Métis.
Nel 1871 si ritirò infine dall'esercito, ottenendo l'Army Long Service and Good Conduct Medal per i suoi servigi. Emigrato in Sudafrica per fare fortuna, nel 1877 si riarruolò nell'esercito britannico in vista della guerra anglo-zulu per contribuire alle operazioni logistiche. Stanziato nel 1879 a guardia dell'avamposto di Rorke's Drift, partecipò quindi alla conseguente battaglia dopo la sconfitta dell'esercito inglese alla battaglia di Isandlwana. Sfruttando la sua lunga esperienza si occupò della fortificazione dell'avamposto, contribuendo così enormemente al successo della sua difesa; inoltre si distinse anche durante la battaglia, dimostrandosi tra i combattenti britannici più valorosi nonostante fosse esausto e gravemente ferito.
Per il valore dimostrato a Rorke's Drift ricevette la Victoria Cross, la più alta onorificenza militare britannica, riconosciutagli il 18 novembre 1879 e consegnatagli il 16 gennaio 1880 dal generale Hugh Clifford. Dopo un breve ritorno in Inghilterra rientrò in Sudafrica e vi trascorse il resto della vita, impegnandosi nell'industria mineraria. Trascorse la fine del 1886 a Port Elizabeth assieme all'amico e compagno d'armi John Williams, anch'egli premiato con la Victoria Cross per Rorke's Drift. Nel gennaio successivo cominciò ad indebolirsi, per poi morire improvvisamente il 7 dello stesso mese. È sepolto nel cimitero cattolico di Port Elizabeth.